# Gazi le Tatar
Gazi le Tatar, pseudonyme de Gazi Ighan Ghirei, né en 1900 en Crimée et mort à Paris 18e le 1er novembre 1975, est un artiste peintre et poète montmartrois.
Gazi est un surnom qui signifie « victorieux », qu'il s'est attribué lui-même bien que n'ayant participé à aucune bataille militaire.

## Jeunesse
Il serait né et aurait passé son enfance au château de Hansaray, à Bakhtchissaraï en Crimée. Cette affirmation est fausse et sans fondement, car en 1783 le seigneur (Khan Shaguin Ghirei) qui vit dans ce château, abdique et part en Russie. Le palais de Hansaray devient alors le siège du gouverneur russe de Crimée (Tavritcheskaya Govbetniya) sur ordre de Catherine II. Il est donc peu probable que Gazi soit né et ait vécu dans ce château.
Après le révolution de 1917 les Bolchéviques en décembre 1917 envahissent Odessa puis Yalta en faisant régner la terreur. Chassée de son pays par la peur, la famille se réfugie en Italie du Sud ou Gazi entreprend des études à l'Académie des beaux-arts de Naples.
Son père descend des khans de Crimée, princes tatars issus de Gengis Khan.Princes de Crimée, qui habitaient le château de Batshi-Sarailh, sur les bords de la mer Noire, devenu par la suite la résidence d’été des dirigeants soviétiques. 
Son père meurt probablement de mort naturelle et non pas assassiné par les bolchéviques. En effet le premier assassinat perpétré par les bolchéviques en terre étrangère n’a eu lieu qu’en 1924 (meurtre du juge instructeur Sokolov à Paris pour son livre sur la fin de la famille Romanov). Gazi poursuit ses études et visite l'Italie afin d'améliorer sa connaissance de la peinture italienne.
En 1920, il s'installe dans le Quartier latin à Paris et côtoie les artistes de Montparnasse.
Notons au passage que les princes tatares sont tous de confession musulmane. Gazi se serait donc converti au catholicisme à une date inconnue, avant sa rencontre avec Suzanne Valadon en 1934.

## Les années parisiennes
Vers 1934, Gazi rencontre Suzanne Valadon, la mère du peintre Maurice Utrillo. L'amitié qui les unit va encourager Suzanne à reprendre la peinture à la fin de sa vie encouragée également par Pablo Picasso et d'autres artistes. Dès 1935, il va habiter avec Suzanne qu'il considère comme sa mère adoptive et Maurice, son fils, comme son frère de lait. Gazi rend souvent visite à Maurice, marié avec Lucie, quand ceux-ci habitent au Vésinet.
À la mort de Suzanne en 1938, Gazi s'installe place du Calvaire. À cette époque, sa peinture est proche du style de Maurice Utrillo tant par les sujets que par la matière, mais le dessin est plus précis et le rendu plus poétique. Ses aquarelles et ses dessins dénotent plus de poésie que ses toiles.

## Notre-Dame de Montmartre
En 1938, Gazi est bedeau à l'église Saint-Pierre de Montmartre et, ému par un souvenir de jeunesse de Suzanne Valadon, il entreprend la restauration du culte de Notre-Dame de Montmartre.
Après avoir fait des recherches sur l'histoire de Notre-Dame, il envoie un dossier au diocèse de Paris à la suite de quoi le cardinal Suhard, archevêque de Paris, restaure la vénération de Notre-Dame de Montmartre, sainte patronne des artistes du monde entier, le 20 novembre 1942.

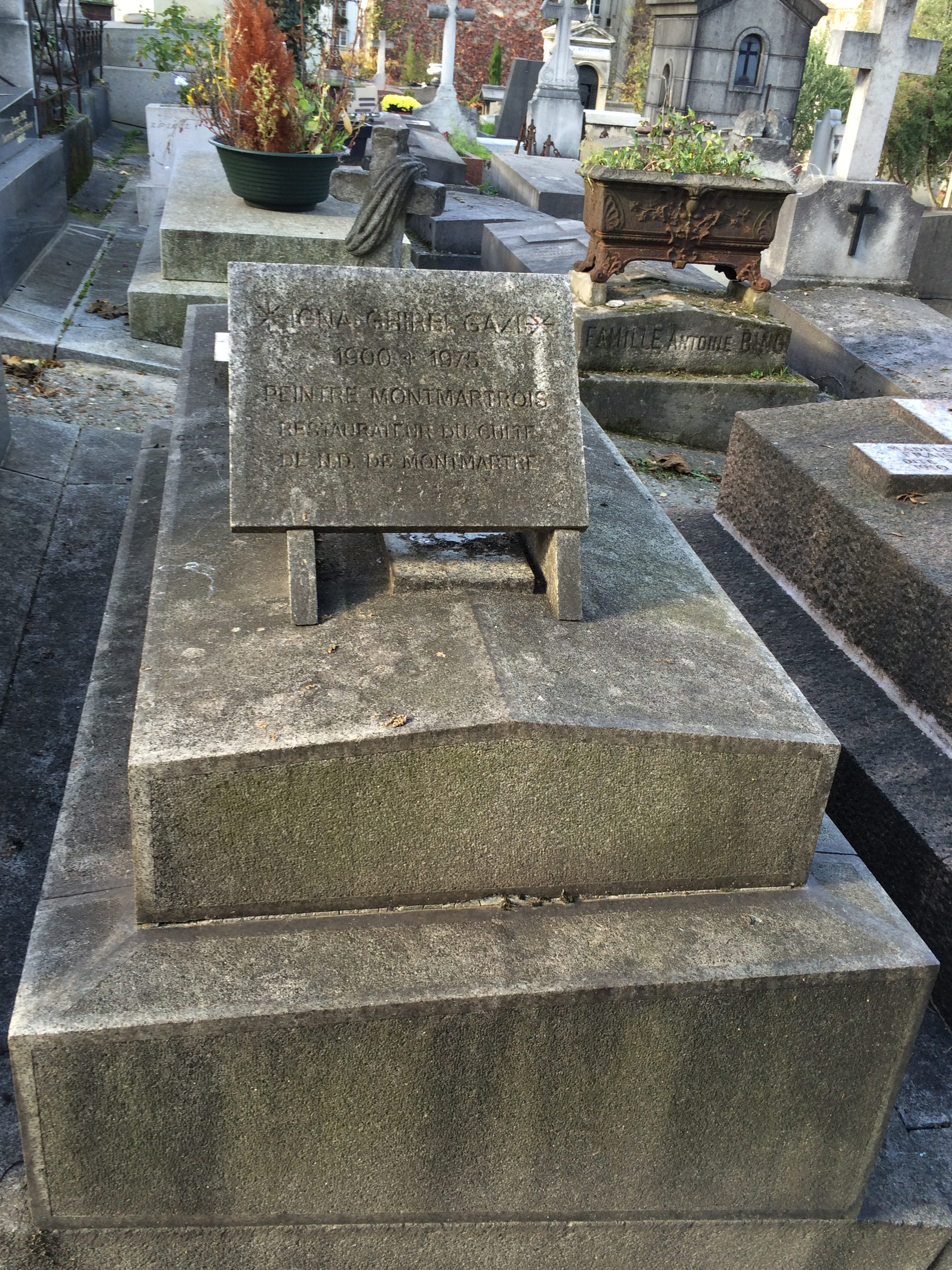
Tombe du peintre Gazi le Tatar au cimetière Saint-Vincent (Paris).

Gazi meurt dans la misère le 1er novembre 1975. Il est inhumé au cimetière de Pantin, avant d'être transféré au cimetière Saint-Vincent. Sa tombe est proche de celle de Maurice Utrillo.